# Percy (Isère)
Percy település Franciaországban, Isère megyében. Lakosainak száma 167 fő (2022. január 1.). Percy Chichilianne, Clelles, Cornillon-en-Trièves, Lavars, Monestier-du-Percy, Prébois és Châtillon-en-Diois községekkel határos.

## Népesség
A település népességének változása:
| Lakosok száma | 68   | 77   | 101  | 118  | 156  | 165  | 172  | 175  | 172  | 167  |
|               | 1968 | 1982 | 1990 | 2006 | 2013 | 2015 | 2017 | 2019 | 2020 | 2022 |